# Godgölen (Kättilstads socken, Östergötland)
Godgölen är en sjö i Kinda kommun i Östergötland och ingår i Botorpsströmmens huvudavrinningsområde. Sjöns area är 0,065 kvadratkilometer och den är belägen 146,8 meter över havet.